# Programa nuclear de la Unión Soviética (1949-1959)
Durante el período comprendido entre los años 1949 y 1959 la Unión Soviética obtuvo los primeros resultados del trabajo realizado en torno al diseño de armas nucleares. En 1949 se detonó el primer dispositivo nuclear construido por los soviéticos y en los años siguientes se probaron sus primeras armas nucleares y termonucleares.

## La primera bomba nuclear soviética
Utilizando los datos obtenidos a través de Klaus Fuchs desde proyecto Manhattan de la bomba Fat man los soviéticos lograron obtener su primera bomba atómica, en un período de casi cuatro años. Esta copia exacta de la Fat man estadounidense fue llamada RDS-1 (РДС-1) por los soviéticos. "RDS" era aparentemente un acrónimo sin sentido, aunque se le ha dado diversas interpretaciones: Motor jet especial (Реактивный двигатель специальный, Reaktivnyi Dvigatel Specialnyi), motor jet de Stalin (Реактивный двигатель Сталина, Reaktivnyi Dvigatel Stalina), o Rusia lo hace sola (Россия делает сама, Rossiya Delayet Sama).
El 22 de agosto de 1949 la Unión Soviética detonó con éxito la RDS-1, en el Sitio de pruebas de Semipalatinsk. La bomba explotó en una torre de 30 m con una potencia de 22 kilotones.

## Desarrollo de las primeras armas nucleares soviéticas
Durante el período transcurrido desde el inicio del programa hasta la prueba de la RDS-1, los físicos soviéticos, así como en los Estados Unidos, habían logrado importantes avances teóricos que podían ser aplicados para mejorar los diseños de las primeras armas nucleares. Sin embargo, dentro del proyecto existía un clima del miedo y presión instaurado por Lavrenti Beria por lograr una bomba en un tiempo límite. Esto, junto con la negativa de Beria de implementar mejoras en el diseño de la Fat man (quien quería una copia exacta del diseño, ya que desconfiaba de la información obtenida tanto por los espías como por los científicos del proyecto) provocó que no se planificara un proyecto posterior a la fabricación de esta primera bomba. Más de dos años pasaron hasta la segunda prueba nuclear soviética.
El siguiente paso sería mejorar los diseños básicos de las armas nucleares con los avances obtenidos por la investigación científica y que Beria impidió incorporar. Estas mejoras eran principalmente la suspensión de la carga nuclear, llamada carga levitante, para mejorar la implosión de esta, junto con pruebas de implosión de núcleos de uranio/plutonio y la disminución de la capa de explosivos, todo esto enfocado principalmente a crear bombas de mayor rendimiento y menor tamaño. El resultado fueron las bombas RDS-2 y RDS-3. RDS-2 fue probada el 24 de septiembre de 1951, en el Polígono de Semipalatinsk. Fue detonada en una torre al igual que la RDS-1 y su rendimiento fue de 38,3 kilotones. RDS-3 fue probada el 18 de octubre de 1951 en el mismo sitio, pero su prueba tenía una peculiaridad: fue la primera prueba nuclear soviética con una explosión aérea, siendo la bomba arrojada por un bombardero Tu-4.
El éxito obtenido con estas pruebas motivó su producción en masa. Posteriormente se continuó la mejora de las bombas, dirigiendo los esfuerzos en conseguir pequeñas bombas tácticas. La primera de ellas fue la RDS-4, que se convirtió en la primera arma nuclear táctica producida en masa por la URSS. Se mejoraron tanto el diseño de la carga, como el espesor de la capa de explosivos y el tamaño de la bomba en sí. De la misma línea de desarrollo surgió la bomba RDS-5, idéntica a la RDS-4 pero con un núcleo compuesto, y la RDS-9, diseñada para acoplarse a torpedos.

## Las primeras bombas de hidrógeno soviéticas
Al mismo tiempo que se mejoraban las primeras bombas de fisión, se comenzó el desarrollo de la primera arma termonuclear soviética. Los científicos soviéticos ya habían hecho algunos avances teóricos en cuanto a la fusión nuclear, pero no fue hasta mediados de 1948, cuando se logró acumular una considerable cantidad de información proveniente del programa nuclear estadounidense, que se comenzó a planificar un proyecto para la construcción de una bomba de fusión. La investigación teórica estuvo encabezada por Yakov Zel'dovich, quién trabajó con un selecto grupo de físicos: Andrei Sájarov, Vitali Gínzburg y Viktor Davidenko. El proyecto, al igual que el estadounidense, se enfocó primeramente en el diseño de un dispositivo con deuterio líquido. Uno de los primeros experimentos con fusión nuclear se hizo con la bomba RDS-2, en la que se añadió tritio. Sájarov dio la primera idea para los diseños de la nueva bomba RDS-6 (correspondiendo a la serie). Su primer diseño fue un dispositivo de fisión nuclear mejorado con un núcleo fisionable rodeado de deuterio líquido. El diseño fue posteriormente llamado Truba (RDS-6t). Ginzburg añadió la segunda idea, cambiando el deuterio líquido por capas de deuteruro de litio-6 y material fisionable. Este diseño fue llamado Sloika (por un pastel en capas típico de la repostería rusa). Los estadounidenses obtuvieron diseños similares, pero los soviéticos se enfocaron en construir una bomba arrojable. La idea se materializó en 1953, cuando se construyó la bomba RDS-6s, constituida por un núcleo de uranio-235 rodeado por capas alternadas de deuteruro de litio y uranio natural. La bomba fue detonada en Semipalatinsk el 12 de agosto del mismo año, explotando sobre una torre con una potencia de 400 kilotones.
A pesar de éxito relativo conseguido con el dispositivo RDS-6s, los estadounidenses habían logrado ya la creación de la "auténtica" superbomba. El 1952, se llevó a cabo en el atolón Enewetak la primera prueba de un dispositivo termonuclear de dos etapas, conocida como Ivy Mike. Este concepto fue alcanzado por los soviéticos en 1953, cuando el equipo de trabajo de Zel'dovich, Sájarov y Davidenko llegaron al diseño de una bomba de fusión de dos etapas, basado en la compresión hidrodinámica. Este avance es al parecer atribuible a Davidenko. El segundo gran avance ocurrió en 1954 luego de la prueba nuclear Castle Bravo, donde los estadounidenses lograron un diseño acertado, basado en la implosión de radiación. La noticia del experimento motivó al equipo de científicos a intensificar el programa, llegando al mismo concepto gracias a Sájarov. Este avance era llamado Tercera idea de Sájarov, y se materializó en 1955 en la bomba RDS-37, probada el 22 de noviembre. Esta prueba, en la que la bomba fue arrojada desde un avión, fue responsable de una gran pérdida material y humana producto de la onda expansiva generada por la enorme explosión de 1600 kilotones (la mayor prueba jamás realizada en Semipalatinsk).

## Período entre 1954 y 1959
Continuando el desarrollo, construcción y pruebas de nuevos diseños de armas nucleares tácticas, así como nuevos avances en cuanto a estudio de efectos, el 14 de septiembre de 1954 se llevó a cabo en el polígono de Tótskoye un ejercicio militar con tropas reales con el propósito de analizar el posible uso de armas nucleares en un combate real. En este experimento, de nombre código Snézhok, se utilizó una bomba RDS-3 detonada en una campo de batalla simulado donde había cerca de 45.000 personas. Asimismo en 1956 se condujo un experimento similar en Semipalatinsk y la primera prueba de una bomba nuclear acoplada a un misil. En 1954 comenzaron las pruebas nucleares con la bomba RDS-9, diseñada para ser desplegada desde un submarino por un torpedo T-5. Sin embargo, inevitablemente las pruebas no podrían realizarse disparando los torpedos, puesto que en Semipalatinsk no existían ambientes necesarios para un experimento de este tipo. La Comisión de Estado recomendó crear un nuevo polígono de pruebas que se ubicara en el campamento de Belushya, en la base aérea de Rogachevo, Isla sur de Nueva Zembla en el Océano Ártico, y que guba Chyornaya se utilizara como un campo de batalla. Estas propuestas fueron presentadas al gobierno, las que fueron adoptadas, y el 17 de septiembre de 1954, Nueva Zembla fue designada como Sitio de pruebas de Nueva Zembla, cuya construcción comenzó en octubre, y siguió durante gran parte de la guerra fría. El sitio se convertiría, junto con Semipalatinsk en los puntos de pruebas nucleares más importantes de la Unión Soviética. La primera prueba se realizó el 21 de septiembre de 1955. La bomba utilizada fue la RDS-9, que fue sumergida bajo el mar y detonada a 10 m de profundidad, convirtiéndose también en la primera prueba soviética subacuática. En 1957 se realizaron otros dos experimentos navales, en uno de ellos se realizó la única detonación superficial en Nueva Zembla.
En 1953 y 1955 se probaron las primeras armas termonucleares soviéticas, mencionadas anteriormente. La creación de la bomba RDS-37 generó nuevas posibilidades para la construcción de armas termonucleares. Asimismo, a partir de las primeras armas nucleares tácticas se construyeron otras de menor tamaño. Hacia 1962 casi todo el arsenal soviético había sido renovado. Sin embargo, el desastre producido por la prueba de RDS-37 en 1955 hizo notar la necesidad de un área de pruebas menos poblada para experimentación con armas nucleares de gran tamaño. Las pruebas de gran envergadura fueron transportadas a la bahía de Mityushija, en la Isla norte de Nueva Zembla. En 1957 se realizaron las primeras pruebas en el área con bombas termonucleares. En el año 1958 este Polígono fue escenario de un intenso bombardeo, donde se realizaron más de 20 detonaciones. Este período de experimentación fue de gran importancia para el avance de nuevos diseños de armas termonucleares.
Por otro lado, en 1957 se condujo la primera prueba nuclear a gran altura, así como la primera detonación sobre los cielos de Kapustin Yar, correspondiente a la prueba N°34, emplazada dentro de la Operación ZUR-215. En 1958 se realizaron otras dos pruebas a gran altura en el mismo sitio. Estos experimentos tenían como finalidad estudiar los efectos de las explosiones en este ambiente así como probar sistemas antimisiles.
El 3 de noviembre se realizó una última prueba. Luego, el gobierno soviético inició una moratoria unilateral de las pruebas nucleares, que duró 33 meses y culminó en 1961.